# (8771) Biarmicus
(8771) Biarmicus ist ein Asteroid des inneren Hauptgürtels, der am 30. September 1973 von dem niederländischen Astronomenehepaar Cornelis Johannes van Houten und Ingrid van Houten-Groeneveld entdeckt wurde. Die Entdeckung geschah im Rahmen der 2. Trojaner-Durchmusterung, bei der von Tom Gehrels mit dem 120-cm-Oschin-Schmidt-Teleskop des Palomar-Observatoriums aufgenommene Feldplatten an der Universität Leiden durchmustert wurden, 13 Jahre nach Beginn des Palomar-Leiden-Surveys. Eine unbestätigte Sichtung des Asteroiden hatte es schon am 25. Januar 1971 mit der vorläufigen Bezeichnung 1971 BX am Krim-Observatorium in Nautschnyj gegeben.
Mittlere Sonnenentfernung (große Halbachse), Exzentrizität und Neigung der Bahnebene des Asteroiden entsprechen der Vesta-Familie, einer großen Gruppe von Asteroiden, benannt nach (4) Vesta, dem zweitgrößten Asteroiden und drittgrößten Himmelskörper des Hauptgürtels.
(8771) Biarmicus ist nach der Bartmeise benannt, deren wissenschaftlicher Name Panurus biarmicus lautet. Zum Zeitpunkt der Benennung des Asteroiden am 2. Februar 1999 befand sich die Bartmeise auf der niederländischen Roten Liste gefährdeter Arten.